# Atropello masivo de Liverpool de 2025
El atropello masivo de Liverpool de 2025 hace referencia a un incidente ocurrido el 26 de mayo de 2025, en el que un coche arrolló a varios peatones en Water Street, en Liverpool, durante el desfile de celebración por la victoria en la Premier League del club de futbol Liverpool F.C., en una zona que se encontraba abarrotada de aficionados y familias que festejaban el campeonato liguero del club.

## Contexto

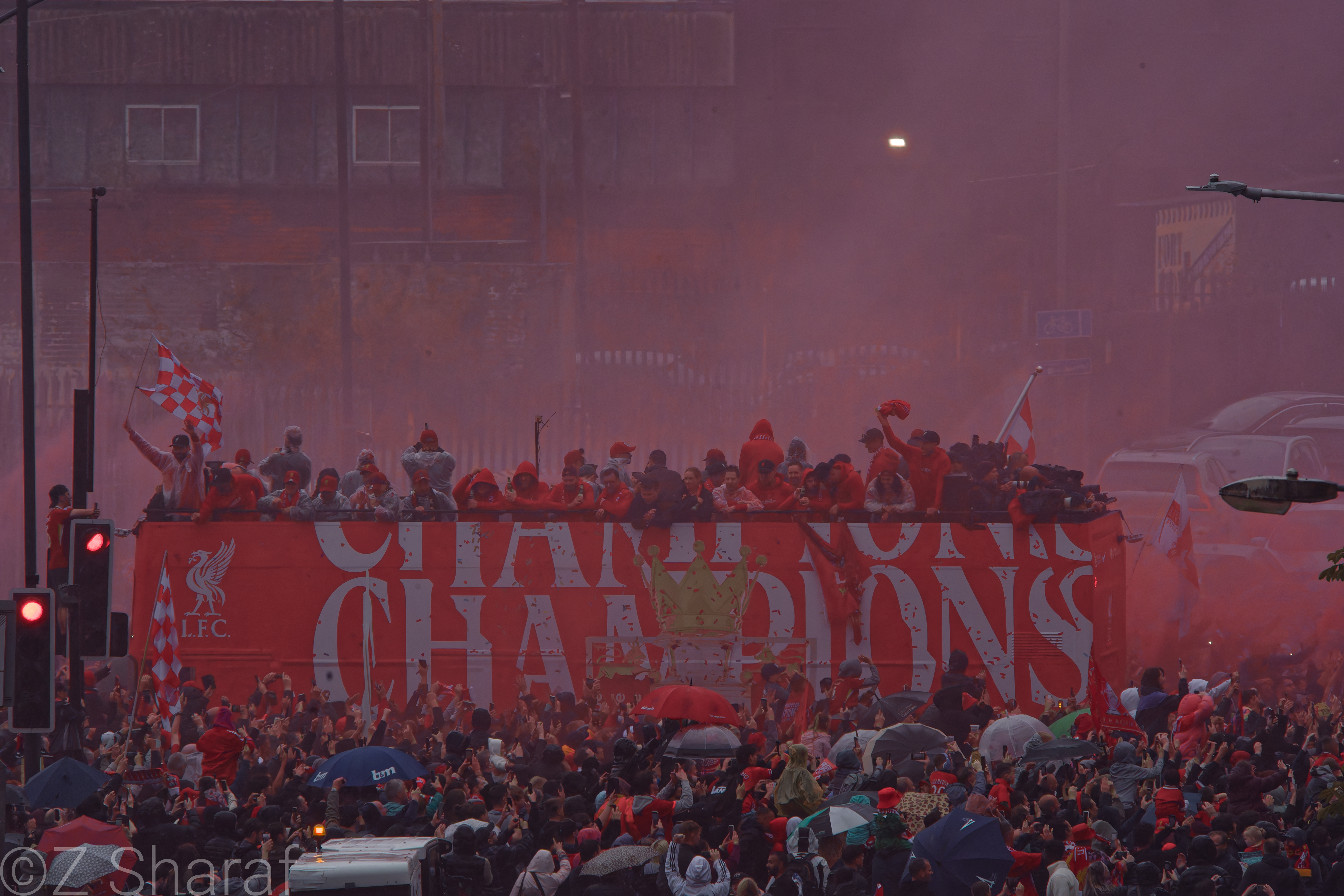
Celebración de la victoria.

El 26 de mayo de 2025 se celebraba en el centro de la ciudad un acto conmemorativo por el campeonato de la Premier League ganado por el Liverpool F.C. Se estima que asistieron un millón de personas. El autobús descapotable que transportaba al equipo y a su personal recorrió una ruta de 16 km (10 millas) desde Allerton Maze hasta The Strand, en el centro de la ciudad.  El incidente tuvo lugar 10 minutos después de que el autobús pasara por la zona.

## Ataque
Poco después de las 18:00 (BST) del 26 de mayo de 2025, un Ford Galaxy gris atropelló a varios peatones en Water Street, en Liverpool, Merseyside, Inglaterra, Reino Unido. Durante un desfile para celebrar la victoria del Liverpool F.C. en la Premier League. Tras embestir a sus primeras víctimas, el vehículo se detuvo y algunas personas comenzaron a romper sus ventanas; sin embargo, luego volvió a acelerar y embistió a más personas. Para las 19:00, un helicóptero ambulancia del Noroeste había aterrizado en el lugar, y un periodista afirmó haber visto al menos a tres personas heridas siendo evacuadas. La zona fue rápidamente acordonada con cintas y barreras metálicas después de que un hombre fuera detenido.
Justo antes de las 9:30 p. m., el Servicio de Ambulancias del Noroeste (NWAS) dijo que habían despejado la escena.  A las 10:51 p. m., comenzó una conferencia de prensa sobre el incidente, donde NWAS dijo que 27 personas fueron trasladadas al hospital, cuatro de las cuales eran niños, mientras que otras 20 fueron tratadas en el lugar por heridas leves; dos de las personas trasladadas al hospital tenían heridas graves, incluido un niño, y varias otras también se trasladaron al hospital para recibir tratamiento. El Servicio de Bomberos y Rescate de Merseyside agregó que cuatro personas quedaron atrapadas debajo del vehículo y tuvieron que ser rescatadas, incluido un niño.  Un paramédico en bicicleta también fue golpeado por el vehículo, pero evitó lesiones.

### Víctimas
En una conferencia de prensa al día siguiente, la Policía de Merseyside dio una actualización diciendo que 50 personas habían sido trasladadas originalmente al hospital y que 11 de ellas que todavía estaban allí se encontraban en condición estable.
Se han reportado al menos 65 heridos de diversa consideración.
La policía de Merseyside dijo más tarde que había hablado con otras 14 personas, lo que elevó el número total de víctimas a 79.

## Sospechoso
La Policía de Merseyside declaró haber detenido a un hombre británico de 53 años, residente de West Derby, y en el incidente intervino la policía antiterrorista.  Fue arrestado en el lugar de los hechos y la policía cree que era el conductor del vehículo. Según se informa, el vehículo involucrado en el incidente era un Ford Galaxy gris de tercera generación.  La policía está tratando el incidente como un hecho aislado y sin relación con el terrorismo,  ya que para ello tendrían que demostrar que el incidente cumplía con los requisitos legales de «promoción de una causa política, religiosa, racial o ideológica».
En una conferencia de prensa celebrada a las 15:30 del 27 de mayo, la Policía de Merseyside informó que el hombre detenido había sido arrestado bajo sospecha de intento de asesinato, conducción temeraria y conducción bajo los efectos de las drogas. Se cree que el conductor logró acceder a Water Street siguiendo a una ambulancia que acudía a atender un presunto infarto, por lo que se levantó temporalmente el bloqueo de la carretera. También informaron que 50 personas habían sido hospitalizadas, 11 de las cuales permanecían estables. La policía anunció que estaba revisando las cámaras de seguridad para comprender los movimientos del conductor del vehículo.

## Reacciones
El rey Carlos III declaró al respecto que «la fortaleza del espíritu comunitario por la que Liverpool es conocida será un consuelo y un apoyo para quienes lo necesiten».
El entrenador del Liverpool FC, Arne Slot, decidió no asistir a la ceremonia de los premios de la League Managers Association que tuvo lugar al día siguiente, citando su solidaridad con todos los afectados por el ataque.
El primer ministro Keir Starmer calificó el incidente como «horrible» y agradeció a los servicios de emergencia. El Liverpool F.C. expresó que sus «pensamientos y oraciones están con los afectados» y ofreció apoyo a los servicios de emergencia. James Cleverly, exministro del Interior, declaró: «Liverpool, esta noche estamos con ustedes. Varios políticos también enviaron mensajes de apoyo tras el incidente, incluyendo a Kim Johnson, diputada por Liverpool Riverside; Ed Davey, líder de los Liberal Demócratas; Chris Philp; y Anneliese Midgley, diputada por Knowsley.